# Samkowy Zwornik
Samkowy Zwornik (1317 m) – wierzchołek w północno-wschodnim grzbiecie Łysanek w polskich Tatrach Zachodnich. Na niektórych mapach jest błędnie oznaczony jako turnia Kiernia, w istocie Kiernia znajduje się gdzie indziej (na wschodnim zboczu poniżej Jatek). Samkowy Zwornik to kopulaste wzniesienie porośnięte kosodrzewiną i lasem, tylko od wschodniej strony podcięte jest niewielką ścianką. Z jego szczytu, jak pisze Władysław Cywiński: Widok na otoczenie Doliny Strążyskiej – rewelacyjny. Nazwa Samkowy Zwornik pochodzi od podhalańskiego nazwiska lub przezwiska Samek. Jest zwornikiem; grzbiet Łysanek rozdziela się w nim na dwa grzbiety:
- północno-wschodni oddzielający Dolinę Strążyską od Suchego Żlebu. Znajduje się w nim przełęcz Samkowe Siodło i wierzchołek  Samkowej Czuby,
- północno-zachodni (niżej przechodzący w północny) Samkowy Grzbiet, oddzielający Suchy Żleb od Doliny za Bramką.

Powyżej Samkowego Zwornika w północno-wschodnim grzbiecie Łysanek znajdują się turnie zwane Jatkami, poniżej, w stokach opadających do Doliny Strążyskiej, turnia Kiernia.
Samkowy Zwornik znajduje się na obszarze ochrony ścisłej Regle Zakopańskie Tatrzańskiego Parku Narodowego i nie prowadzi na niego żaden szlak turystyczny.